# Eagle Mk1
La Eagle Mk1 è una vettura di Formula 1 realizzata dall'Anglo American Racers nel 1966.

## Sviluppo

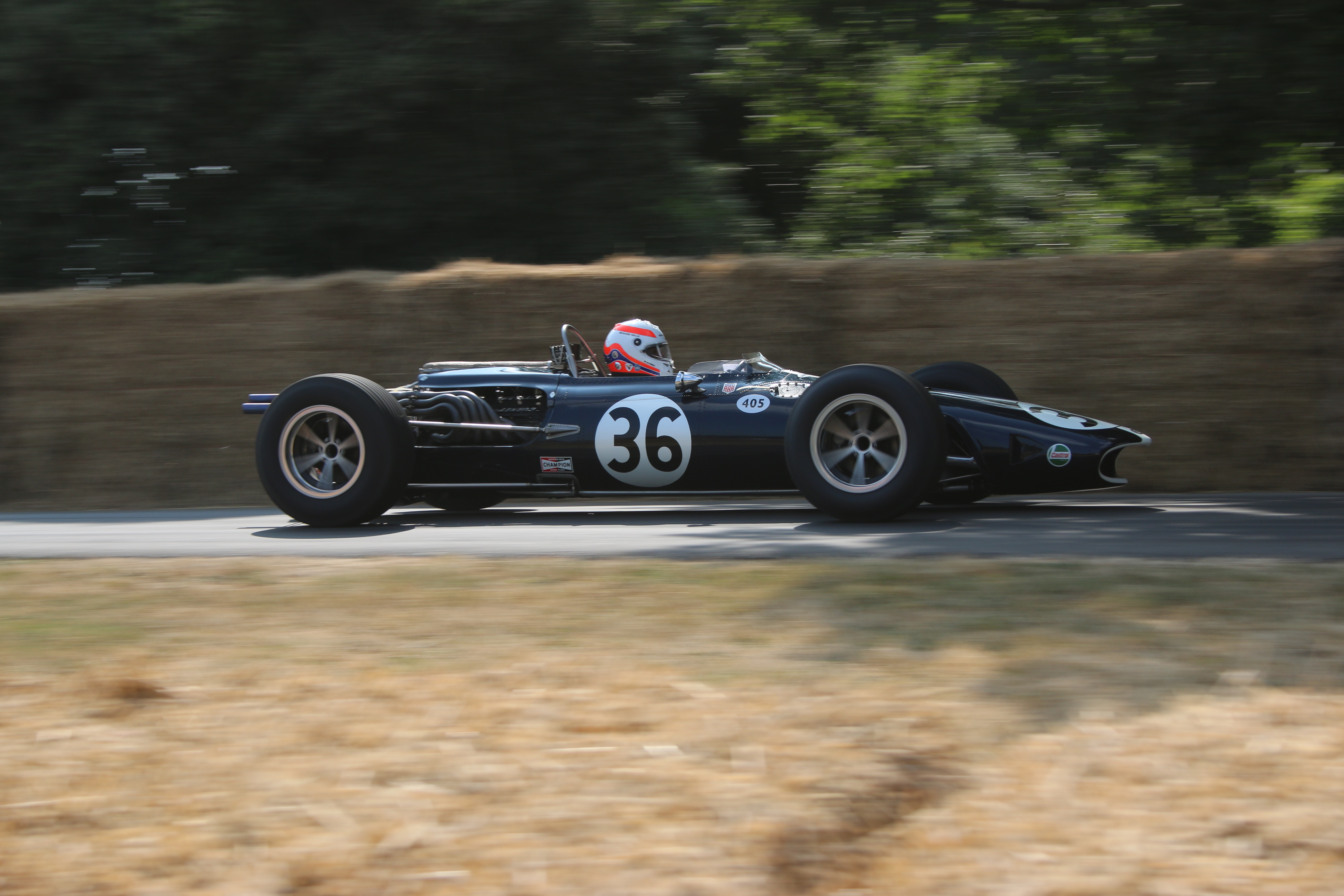

Concepita per partecipare al campionato del mondo del 1966, la vettura venne progettata da Len Terry per essere guidata dal pilota statunitense Dan Gurney. Ne furono creati due esemplari, uno per il pilota statunitense e l'altro destinato a vari piloti paganti.

## Tecnica
La vettura era dotata di un telaio monoscocca in alluminio e di un propulsore 2.7 Coventry Climax sostituito in seguito da un 3.0 Gurney-Weslake V12 da 400 cv di potenza. Le componenti del mezzo erano state realizzate in titanio e magnesio per contenere il peso ed aumentare la resistenza alle sollecitazioni prodotte in gara.

## Attività sportiva
La stagione 1966 fu molto difficoltosa, in quanto il motore Climax non riusciva a stare al passo delle altre vetture. La stagione successiva andò meglio grazie all'introduzione del propulsore Weslake che consentì a Gurney di vincere il Gran Premio del Belgio 1967 e di ottenere spesso onorevoli piazzamenti in qualifica. In gara però era un'altra storia, con rotture a ripetizione, soprattutto al Nürburgring, dove Gurney è in testa al momento del ritiro. Ciò era dovuto al fatto che il motore non tollerava le grandi sollecitazioni a cui era sottoposto. L'ultimo risultato degno di nota fu un terzo posto al Gran Premio del Canada. Nel 1968 Gurney racimolò un budget appena sufficiente per disputare 5 gare, e al Gran Premio di Monza fu presa la decisione di ritirarsi dalla Formula 1.